# Ange Hyacinthe Maxence de Damas
Ange Hyacinthe Maxence de Damas de Cormaillon, baron de Damas (Paris 30 septembre 1785 - 6 mai 1862), est un militaire et homme politique français.

## Biographie
Maxence de Damas est le fils de Charles de Damas, baron de Cormaillon, page du Roi en sa grande écurie, colonel d'infanterie, chevalier de Saint Louis, et de Marguerite Gabrielle de Sarsfield.
À la mort de son père, Charles de Damas, à Quiberon, colonel, aide de camp de Monsieur, Maxence de Damas, descendant par sa mère de Patrick de Sarsfield, général irlandais, et petit-fils du lieutenant général de Sarsfield, gouverneur de Lille, chargé de la défense des côtes françaises face à l'Angleterre[Qui ?], est conduit en Russie par son oncle le duc de Richelieu, qui le présente au Tsar Paul 1er, pour intégrer l'école militaire des cadets de Saint-Pétersbourg.
Sorti premier au classement des élèves étrangers, il commence une brillante carrière militaire au service du Tsar Alexandre.
Il participe aux campagnes européennes contre les armées napoléoniennes et entre dans Paris avec le grade et l'uniforme de général russe.
À la Restauration, à la demande de Louis XVIII, et avec l’agrément du Tsar Alexandre, Maxence de Damas intègre l'armée Française.

### Carrière militaire et politique en France
Il est nommé lieutenant général en 1815 et reçoit le commandement de la 8e division de Marseille. Après avoir pacifié le Midi, il commande, en Catalogne, la 9e division pendant l'Expédition d'Espagne, il obtient la reddition de Figuières. Il est alors nommé pair de France, le 9 octobre 1823.
Dix jours plus tard, Il devient ministre de la Guerre, le 19 octobre 1823. Il conçoit « l'armée de métier » par la loi de 1824, qui privilégie l'engagement au nombre, la compétence par la formation et la durée du service.
En août 1824, bien qu'il eût souhaité conserver le ministère de la Guerre, le Roi lui demande de remplacer François-René de Chateaubriand au ministère des Affaires étrangères, ce dont l'écrivain lui tiendra grief.
Il parvient à résoudre les crises d'Espagne et du Portugal, puis de Grèce avec l'Empire Ottoman, il ouvre de nouvelles ambassades dans tout l'orient et ordonne la première expédition archéologique sur l'Euphrate, qui mettra au jour sur un siècle de fouilles la ville d'Ur et les splendeurs de Khorsabad. Il négocie avec la République de Haïti les indemnisations des Français après l'indépendance de la colonie de Saint-Domingue.
En 1825, le baron de Damas propose une réorganisation interne de l’administration centrale du Quai d'Orsay, où la répartition fonctionnelle prime sur la division selon le critère géographique. Il crée, sur le même plan que la division politique et la division des chancelleries, une division commerciale, divisée en deux sections, à laquelle est joint un bureau de statistique. Ce type d’organisation prévaudra, dans ses grandes lignes, jusqu’à la réforme de Philippe Berthelot en 1907 (la division commerciale prenant le nom de « direction des consulats et Affaires commerciales » à partir des années 1870).
De cette structure émanent les fonds « Négociations commerciales » (négociations le plus souvent bilatérales ayant abouti à la signature d’un accord, affaires traitées à Paris), « Affaires diverses commerciales » (grands projets tels que voies ferrées, exploitation des mines, commerce de denrées essentielles, expositions etc.) et « Statistiques extérieures ».
Il reste ministre des Affaires étrangères jusqu'à la chute du ministère Villèle, le 4 janvier 1828.
À partir de 1828, il devient gouverneur du petit-fils du Roi Charles X, le duc de Bordeaux.
Le 2 août 1830, il recueille à Rambouillet l'acte d'abdication du Roi Charles X.
À la révolution de juillet 1830, il accompagne en exil le roi Charles X et l'enfant roi Henri V, dont il reste le gouverneur. À partir d'août 1830, il suit la famille royale dans son exil, de Saint Cloud à Cherbourg, puis au château de Lulworth, au Palais de Hollyrood et au château de Prague, jusqu'en 1833.

### Retraite à Hautefort
Le baron de Damas revient en France en 1833, et se retire dans la propriété de son épouse, le château de Hautefort. Il entreprend la rédaction de ses mémoires et commence son ultime carrière dédiée aux œuvres sociales, gérant l'hospice d'Hautefort, créant localement la première « sécurité sociale », et promouvant l'agriculture par l'instauration d'un prêt d'honneur, premier crédit rural.
En mars et avril 1854, il séjourne avec la plus jeune de ses filles à Prague, puis à Dresde, où il reçoit un accueil chaleureux du comte de Chambord, dont il fut, vingt ans auparavant, le gouverneur, et de son épouse. 
En juillet et août 1857, il fait, avec plusieurs de ses enfants un séjour à Frohsdorf et à Vienne, au cours duquel il revoit longuement le comte de Chambord, son épouse et la duchesse de Parme, sœur du prince.
Après sa retraite à Hautefort, le baron de Damas fut le dernier représentant de sa branche à avoir résidé dans les possessions familiales de Bourgogne (Château de Malaisy, Cormaillon).
Maxence de Damas est inhumé à Anlezy (Nièvre), sauf son cœur, placé avec le corps de son épouse, à Hautefort.
Le monument sépulcral de Maxence de Damas et son épouse, visible dans la chapelle de l'hospice de Hautefort, est classé Monument historique depuis un arrêté du 12 juin 1978 .

### Distinctions
- Grand croix de l'ordre royal et militaire de Saint-Louis
- Grand officier de la Légion d'honneur
- décoré de nombreux ordres étrangers

### Œuvres
- Mémoires du baron de Damas (1785 - 1862), publiés par son petit-fils le Comte de Damas, 1922, Paris, librairie Plon, 2 volumes in 8°, XV+323-380 pages ; (réédition : Phénix Éditions, 2005  (ISBN 2745814443)) ;

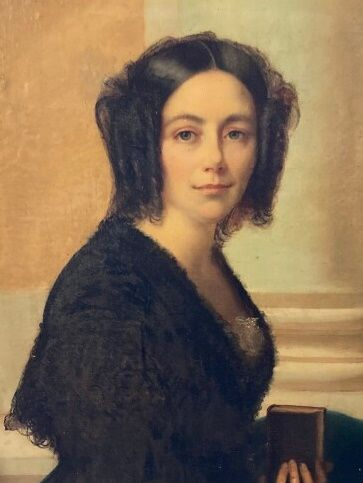
Sigismonde Charlotte Laure de Hautefort, baronne de Damas

- Sigismonde Charlotte Laure de Hautefort, baronne de DamasPetr Zaborov, « Ja Rossii i russkih ne zabyvaju  Dvadcat' pjat' pisem barona de Dama k semejstvu Oleninyh », dans Cahiers du monde russe, no 39/3, 1998, [lire en ligne]

### Mariage et descendance
Il épouse à Paris le 7 juin 1818 Charlotte Laure de Hautefort ( 2 juillet 1799 † Paris, 10 septembre 1847), fille du comte Armand- Louis-Amédée de Hautefort (1776-1809) et de Julie-Alix de Choiseul-Praslin (1777-1799). Elle était l'arrière petite fille d'Emmanuel Dieudonné de Hautefort, marquis de Hautefort, ambassadeur à Vienne, et la petite-fille de Renaud César de Choiseul, 2e duc de Praslin. Dont :
- Charles Gabriel Godefroy Michel de Damas, prêtre (Marseille, 15 mai 1819 - Paris, 26 mars 1845) ;
- Pierre Marie Edmond de Damas (Marseille, 13 mai 1820 - Anlezy, 19 mars 1875), marié en 1844 avec Blanche Charlotte Catherine Alexandrine de Bessou (1825-1880), d'où une nombreuse descendance ;
- Amédée Jean Marie Paul de Damas, jésuite, nommé par Napoléon III aumônier des bagnards puis aumônier militaire de la campagne de Crimée, puis à Damas, fondateur et procureur des missions d'orient, auteur de plusieurs ouvrages sur la religion et les missions (Marseille, 4 juillet 1821 - Clermont-Ferrand, 19 juin 1903)
- Alfred Jacques Marie Maxence de Damas (Marseille, 6 octobre 1822 - Billère, 14 avril 1887), marié en 1850 avec Armandine de La Panouse, puis en 1863 avec Isabelle Deborah Young (1826-1904). Sans postérité des deux mariages.
- Alix Laurence Marie de Damas (Paris, 13 septembre 1824 - château de La Roussière 4 février 1879), mariée en 1863 avec Louis Pierre Casimir de Blacas, 2e duc de Blacas (1815-1866), veuf de Marie de Pérusse des Cars (1827-1855), fils de Pierre Louis Jean Casimir de Blacas, 1er duc de Blacas, dont une fille ;
- Paul Marie de Damas (Paris, 6 juin 1826 - Libourne, 10 janvier 1900), marié en 1850 avec Victoire Marie Mathilde Le Clerc de Juigné (1828 - incendie du Bazar de la Charité, 1897). Sans postérité.
- Charles Marie Michel de Damas, jésuite (Paris, 31 juillet 1827 - Lyon 1er mars 1898) ;
- Alberic Marie de Damas, capitaine de chasseurs, chev. Légion d'honneur, mort en Chine dans la campagne du Tonkin (Paris, 22 octobre 1828 - Li Ossou, Chine, 18 septembre 1860) ;
- Henri Louis Marie de Damas (Paris, 5 février 1830 - 25 août 1838) ;
- Marie Thérèse Philomène de Damas (Hautefort 29 octobre 1834 - château de La Roussière, 11 mai 1903), historienne, auteur d'une généalogie de la Maison d'Hautefort, mariée en 1859 avec Charles Paul Amédée marquis de Cumont, maire de Saint Maixent de Beugné, conseiller général du canton de Coulonges sur l'Autize (1829-1908). Sans postérité[9]. Elle a laissé un journal intime, publié en 2024[10].

Par son mariage avec Charlotte Laure de Hautefort, fille de Julie-Alix de Choiseul-Praslin, il devient aussi propriétaire du Château de Sainte-Suzanne (Mayenne) le 10 mai 1822, demeure qu'il vend le 30 décembre 1855.

### Sources et bibliographie
- Hubert Lamant, La Maison de Damas, ducs et pairs de France, 1977, un volume in 4°, 353 pages ;
- Georges Martin, Histoire et généalogie des Maisons de Gontaut-Biron et d'Hautefort, 1995, un volume in 8°, Lyon, l'auteur, 251 pages ;
- Thomas McDonald, Mémoires d'une Périgourdine - 1828-1862 - Journal intime de Marie-Thérèse de Damas d'Hautefort, marquise de Cumont, 2024, Limoges, Les Ardents éditeurs, 255 pages.